# Forever and a Day (James Bond)
 (mars 2020).
Si vous disposez d'ouvrages ou d'articles de référence ou si vous connaissez des sites web de qualité traitant du thème abordé ici, merci de compléter l'article en donnant les références utiles à sa vérifiabilité et en les liant à la section « Notes et références ».
 (mars 2020).
- Si vous ne connaissez pas le sujet, laissez ce bandeau (vous pouvez alors contacter les auteurs).
- Si vous supprimez le contenu mis en cause (vous pouvez préalablement contacter les auteurs),

argumentez précisément cette suppression dans la page de discussion
(un manque de référence n'est pas un argument ; une recherche réelle de référence doit avoir été effectuée, être formellement documentée).
Forever and a Day (roman non traduit en français) est un roman écrit par Anthony Horowitz qui a été publié au Royaume-Uni le 31 mai 2018. Il s’agit de la seconde aventure avec James Bond en personnage principal à avoir été écrite par l’auteur ; celle-ci se déroule avant les événements du roman Casino Royale.

## Résumé
En/vers 1950 : l'agent 007, à qui l'ont avait assigné la mission d'enquêter sur le soudain manque d'activité (au niveau des stupéfiants) de la pègre corse dans le sud de la France est mort, assassiné à Marseille. N'ayant aucun autre agent « 00 » de disponible, M décide de remplacer 007 par un homme que le SIS formait pour la section « 00 » : James Bond.
Il se trouve que Bond est présentement à Stockholm (Suède) avec pour mission d'éliminer Rolf Larsen : un ancien héros de guerre de la Grande-Bretagne et de la Norvège, qui était en réalité un agent double travaillant pour les nazis. James Bond s'introduit alors dans la chambre de Larsen et le tue à l'aide d'un couteau : il s'agit là de la seconde personne que Bond doit tuer pour obtenir une place dans la section 00 (il venait juste auparavant de tuer un expert en chiffrement japonais du nom de Kishida, voir le roman Casino Royale).
Quelque temps plus tard, Bond est officiellement promu « 00 ». Il rencontre alors sa nouvelle secrétaire (Loelia Ponsonby) et découvre son nouveau bureau. Alors qu'il parcourt des dossiers laissés à son attention sur le meurtre de 007, la situation à Marseille et Joanne Brochet, alias Sixtine (que le défunt 007 avait dit dans son dernier rapport être impliqué dans le manque d'activité de la pègre corse), il reçoit finalement un coup de téléphone : il est convoqué dans le bureau de M pour la première fois.
M confie alors à Bond la mission de poursuivre l'investigation de 007 et d'enquêter sur son assassinat. Lorsqu'il lui demande quel matricule il aimerait avoir, Bond lui répond celui du défunt « 007 ».
Bond commence par se rendre à Nice où il fait une petite visite à l'appartement de l'ancien 007. À force de chercher, il trouve une enveloppe cachée et, alors qu'il est sur le point de repartir, il tombe sur un homme qui le menace avec une arme. Bond parvient à le maîtriser et fouille dans ses poches : il découvre alors que l'homme s'appelle Reade Griffith et qu'il est membre de la CIA.
Après s'être présentés, Bond et Griffith discutent à la terrasse d'un bar. Il se trouve que lui aussi enquête sur l'arrêt des exportations d'héroïne de la pègre corse. Ils examinent alors en détail le contenu de l'enveloppe : des photos montrant Sixtine en compagne de Jean-Paul Scipio (un des chefs les plus puissants du milieu corse), une facture d'une société nommée Ferrix Chimiques et le numéro de téléphone d'une certaine « Monique ».
Bond apprend par Griffith que Sixtine a l'habitude de fréquenter le casino de Monte-Carlo. Il s'y rend seul et remarque qu'elle compte les cartes au blackjack : il s'installe alors à sa table pour casser son système. Bond rejoint Sixtine au bar après qu'elle a perdu à cause de lui. Il leur commande une vodka martini et elle ajoute qu'elle voudrait la sienne « secouée, pas remuée » (Shaken no stirred) à l'intention du barman.
Sixtine lui révèle qu'elle sait qu'il est un agent de la section« 00 ». Ils se posent alors mutuellement des questions, elle veut notamment savoir pourquoi le directeur général du casino semble lui être si reconnaissant. 
James Bond lui explique qu’il y a quelque temps, un croiseur soviétique nommé le Aleksandr Kolchak était amarré à Monte-Carlo. Bond avait alors pour ordre de trouver un moyen pour intercepter les communications du navire. Il se trouve que son capitaine, Nikolai Stolypin, se rendait au casino soir après soir pour jouer à la roulette. Ruiné, Stolypin a un jour menacé de détruire le casino avec l'armement du navire, si on ne le remboursait pas, afin de se venger de ses pertes d'argent au jeu. Bond l'a alors raisonné et laisser repartir du casino avec de l'argent en échange des fréquences de transmission du navire.
Bond lui demande alors ce qu'elle faisait avec Jean-Paul Scipio et elle lui répond qu'il voulait simplement savoir ce qu'elle faisait dans la région. Avant de partir, Sixtine invite Bond à la revoir le lendemain à une soirée organisée par un ami à elle, l'homme d'affaires Irvin Wolfe, dans la villa de ce dernier : Shame Lady.
Le lendemain Bond et Reade Griffith se rendent à La Joliette (Marseille), où 007 a été tué. Il se trouve que Ferrix Chimiques possède un bâtiment de bureau non loin de là. Ils y rencontrent le directeur général de l'entreprise, Andria Mariani, avec qui ils avaient déjà rendez-vous.
Alors qu'ils s'apprêtent à sortir du bâtiment, Bond fait un saut au département qui gère les factures. Il découvre que celle qu'il avait trouvée dans l'enveloppe de 007 était pour 114 litres d'anhydride acétique pour un certain « W.E. » (Wolfe Europe). Bond est cependant repéré et ne tarde pas à se faire assommer.
Lorsque Bond reprend connaissance, il est attaché à une chaise. Jean-Paul Scipio lui fait comprendre (via son interprète) qu'il sait qui il est et qu'il serrait à l'origine de la mort de 007. Il dit à Bond qu'il compte le renvoyer à Londres, défiguré par de l'acide chlorhydrique, afin d'envoyer un message à ses patrons : qu'ils restent hors de son chemin. Avant de partir, Scipio ordonne à l'un de ses hommes de jeter un récipient au visage de Bond et il s'avère que le liquide contenu à l'intérieur de celui-ci n'est finalement pas d'acide chlorhydrique. Il semble que Scipio voulait juste envoyer un avertissement à Bond.
Le soir, Bond se rend à la villa Shame Lady qui se trouve vers Cap Ferrat. Sixtine présente Irwin Wolfe à Bond ; celui-ci lui parle notamment de son nouveau bateau de croisière qui ferra son voyage inaugural vers les États-Unis dans quatre jours : le Mirabelle. Il invite Bond à le visiter le lendemain. Lorsqu'un peu plus tard Bond offre une cigarette à Sixtine, elle lui recommande plutôt fumer des Morlands (Bond fumant actuellement des Du Maurier).
Le lendemain, Bond va rendre visite à une employée de Ferrix Chimiques qu'il a brièvement rencontré lors de son passage à leurs bureaux : Monique de Troyes. Il lui demande des infos sur le défunt 007 et elle lui que ce dernier semblait intéressé de savoir ce que Wolfe Europe achetait à Ferrix Chimiques. Elle a donc volé des factures pour lui. Alors qu'elle quitte Bond, ce dernier voit une voiture qui écrase Monique délibérément.
Plus tard dans la journée, Bond se rend au Mirabelle qui est ancrée à Nice. Wolfe lui fait faire la visite avant de le laisser seul avec Sixtine. Elle décide alors d'amener Bond chez elle, à Antibes, où ils couchent ensemble. Sixtine raconte alors à Bond l'histoire de sa vie et qu'elle a été ébauchée pour voler la formule de la nouvelle pellicule photographique que l'entreprise de Wolfe a inventée et qui serrait meilleur que celles de Technicolor. Elle lui dit aussi que c'est Irwin Wolfe qu'il l'a informé qu'il était un agent 00.
Elle offre également à Bond un étui de cigarettes sur lequel est inscrit « FOREVER AND A DAY ». Elle explique qu'elle avait prévu de l'offrir à son défunt « mari » (un certain Danny) en référence à un échange ayant eu lieu lors de leur « mariage » : Danny lui disant qu'il voulait être avec elle « pour toujours » (forever) et elle lui répondant que ce n'était pas assez et qu'elle le voulait « pour toujours et à jamais » (forever and a day).
Bond décide de rendre une visite avec Sixtine à la fabrique de pellicules de Wolfe qui se trouve près de Menton. Sur place il constate que l'endroit est très bien gardé, ce qui lui parait suspect. Des gardes les surprennent mais des compagnons de Sixtine tuent ces derniers. Bond décide qu'il en a vu assez et ils décident de quitter les lieux.
Un peu plus tard Bond et Sixtine retournent à la fabrique et parviennent à s'infiltrer à l'intérieur à l'aide du van du boulanger habituel (que Sixtine a réussi à soudoyer). Ils découvrent qu'une section de la fabrique est en réalité utilisée pour produire de l'héroïne avec des procédés de type « industrielles ». Bond et Sixtine sont repérés et prennent la fuite à bord d'une Jeep mais sont stoppés et capturés.
Bond et Sixtine sont emmenés au Mirabelle qui entament son voyage inaugural. Là, alors qu'il se trouve en compagnie de Jean-Paul Scipio, Wolfe leur explique son plan. Ses deux fils ont été tués pendant le débarquement de Normandie lors d'une guerre qu'il jugeait inutile (Wolfe était fortement opposé à ce que les États-Unis s'impliquent dans la Seconde Guerre mondiale, il pensait que c'était un problème européen qui n'était pas leur affaire). Son Mirabelle transporte plus de 5000 kilos d'héroïne et il espère que la distribution de celle-ci dans les rues des États-Unis fera que le gouvernement américain sera plus occupé à régler ses problèmes internes de drogues que de mener des guerres à l'étranger, comme c'est actuellement le cas en Corée. Ainsi, pense-t-il, des vies seront sauvées car de jeunes Américains ne périront pas sur les champs de bataille (et d'un sens c'est aussi une revanche contre le gouvernement américain pour la perte de ses fils).
Wolfe laisse Bond aux mains de Scipio ; ce dernier dit à Bond qu'il va le rendre accro à l'héroïne. Bond est reconduit à sa cabine avec Sixtine et on lui injecte la drogue. Sixtine s'empresse de faire une sorte de garrot et fait saigné Bond afin d'extraire le plus d'héroïne possible de son sang avant que la drogue ne fasse effet.
Après qu'il a suffisamment récupéré, ils attirent les gardes qui se trouvent derrière la porte et les maitrisent. En fouillant le bateau, Bond trouve des feux artifices prévus pour l'arrivée du Mirabelle à New York, et créer une bombe avec. Lorsque celle-ci explose, le navire commence à couler et Scipio se noie. Poursuivis, Bond et Sixtine sautent par-dessus bord. Sixtine, blessée, trouve la mort peu de temps après et Bond commence alors à nager vers la côte.
De retour à Londres, M demande à son agent rendre une petite visite à Irwin Wolfe qui est parvenue à s'en sortir grâce à un canot de sauvetage. Bond se rend à la propriété de Wolfe à Los Angeles, il y trouve Wolfe mort et Reade Griffith sur place. Griffith fait comprendre à Bond qu'il a tué Wolfe et a déguisé le tout en suicide pour le compte de la CIA.
Bond commence à confronter Griffith car il pense que c'est lui qui a informé Scipio (et ainsi Wolfe) de son identité et de sa présence dans le sud de la France. De plus Bond sait que la CIA supporte le crime organisé corse en échange de son aide pour combattre les communistes dans le port de Marseille. Griffith ne nie pas et reconnait les faits. Il dit que le défunt 007 pensait que Wolfe était de mèche avec Sixtine et qu'il voulait obtenir des informations sur ceci de la part de Scipio. Griffith a arrangé un rendez-vous mais Scipio a sorti une arme et tué 007 sans que Griffith ait le temps d'intervenir.
Bond décide de sortir son arme et tue Griffith par surprise, sans en avoir reçu l'ordre. Avant de partir, il maquille le tout pour faire croire que Wolfe et Griffith se sont entretués.

## Personnages principaux
- James Bond - il vient juste d'être promu 007 au début du roman.
- « Sixtine » ou « Madame 16 », de son vrai nom Joanne Brochet - Sélectionnée par le SOE pendant la Seconde Guerre mondiale et parachutée en France sous le nom de code Sixtine, elle a été capturée par les nazis. Elle tremperait maintenant dans tout ce qui peut lui rapporter de l'argent, notamment en vendant des informations.
- Irvin Wolfe - multimillionnaire américain de plus de 70 ans. Ses sociétés, Wolfe America et Wolfe Europe, produisent des pellicules pour le cinéma.
- Jean-Paul Scipio - Surnommé « Le Boudin » en raison de sa très très forte corpulence (dû à une rupture de ses vaisseaux lymphatiques lorsqu'il s'est fait trancher la gorge à 10 ans), il s'agit d'un des chefs les plus puissants du milieu corse.
- Reade Griffith - Membre de la CIA.
- 007 (identité réelle non précisée dans le roman) - Il est retrouvé mort à Marseille au début du livre.
- Monique de Troyes
- M
- Bill Tanner

## Autour du livre
- L’anecdote sur la manière dont Bond a sauvé le casino de Monte Carlo au chapitre 7 du roman se base sur un scénario intitulé Russian Roulette (d'une page et demi) que Ian Fleming avait écrit dans les années 1950 pour une série télévisée James Bond qui n’a finalement jamais vu le jour. L’édition spéciale du roman par Waterstones inclut des scans du scénario complet (il s’agit de la seule édition qui le propose)[1].